# 台湾鉄路管理局DR2700型気動車
DR2700型気動車（DR2700がたきどうしゃ）は、かつて台湾鉄路管理局（台鉄）にて運行されていた中長距離用の気動車である。台湾初のステンレス鋼車体の車両でもあった。

## 概要

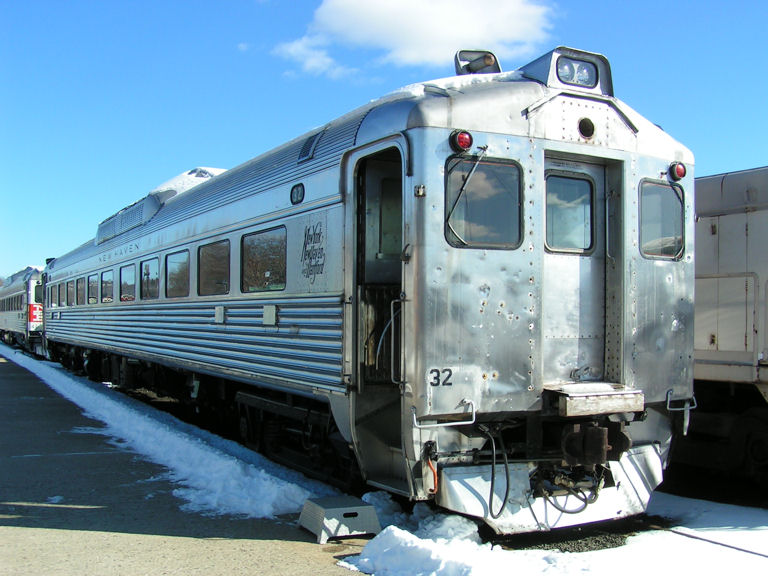
ベースとなったバッド社製RDC。屋上部の巨大なラジエーターなどの類似点が見られる

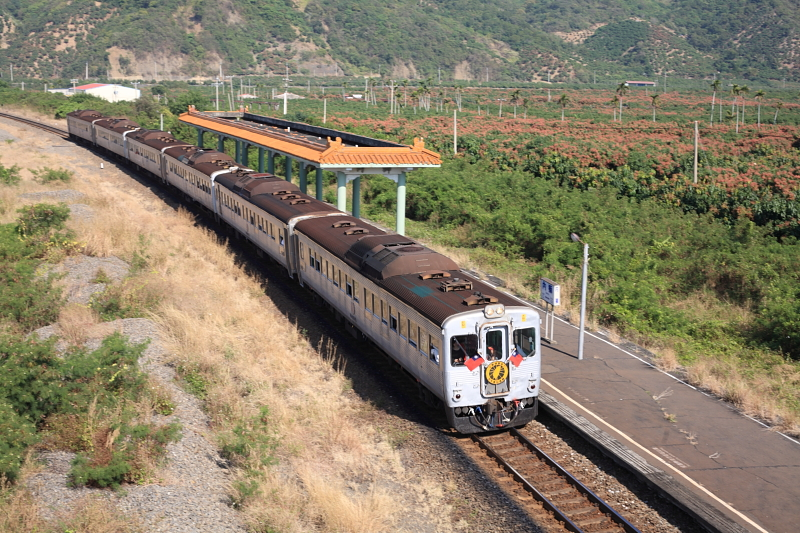
原型スタイルの銀色前面で走るDR2700型

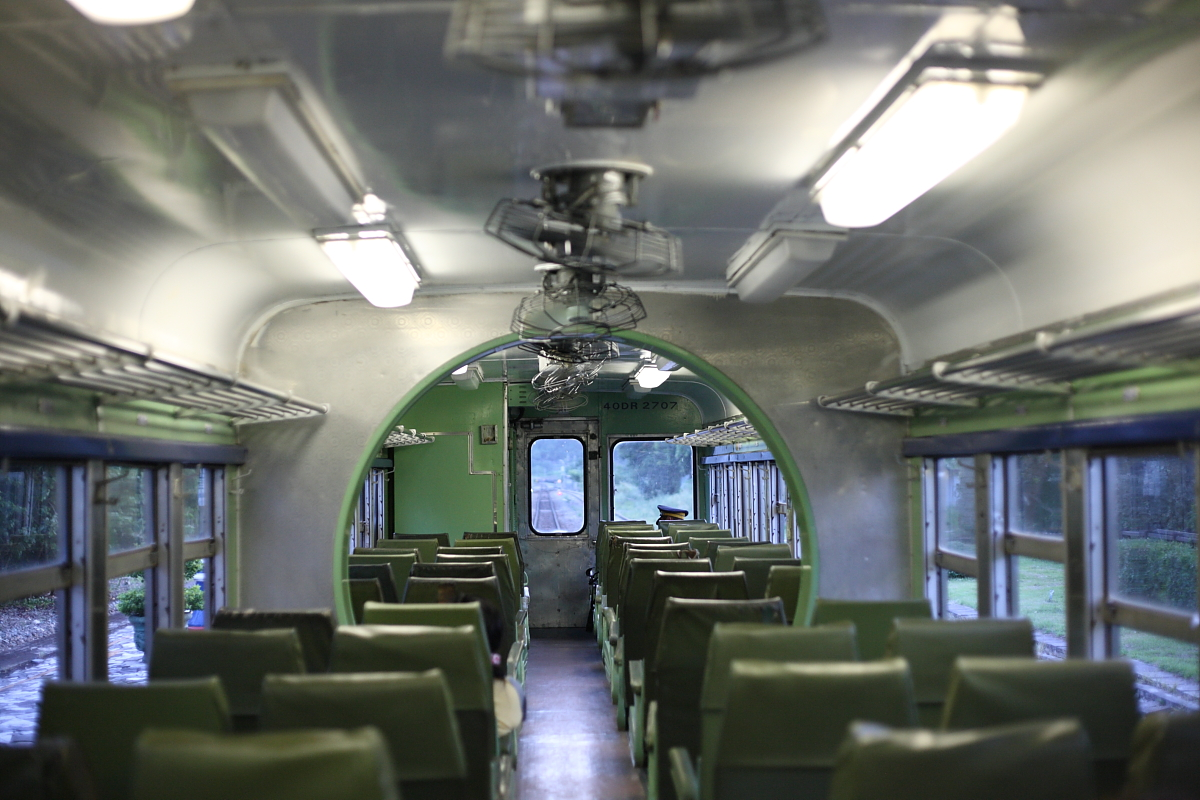
洞門状排気管カバーが目立つDR2700型の車内

1966年に東急車輛製造で製作され、同年10月22日に台北 - 高雄間で試運転を行い(p66)、蔣介石総統の生誕80周年にあわせ10月31日に営業運転を開始した(p66)。
設計コンセプトは、アメリカのRDCをベースとした狭軌仕様の特急形気動車であり、車体はバッド社のライセンスによる東急車輛製造製オールステンレス車体とされた。エンジンは既にDR2500・DR2600形等で実績のあるカミンズ製335HP×1基、ラジエーターはRDC同様屋根上中央に搭載とされた。エンジン2基装備の準備工事もなされているが、引退まで実際に改造されることはなかった。
独特の洞門状の排気管カバーは、この形式ののち1990年前後に製造されたDR3000型まで続き、台鉄気動車の特徴となった。
運用初期は西部幹線の光華号として運用され、最高速度は110km/hに達し西部幹線の最速達列車の記録を作った。また、その無塗装銀のステンレス車体は当時の黒い蒸気機関車と強烈な対比をなし「白鐵仔」という愛称で呼ばれている。1979年西部幹線の電化完成により光華号に替わって自強号の運転が開始、その後北迴線のディーゼル優等列車や、東部の中短距離の快速、普通列車等で運用され、最後の活躍の舞台としていたのは台東線であった。
1981年3月8日に発生した1002次自強号の事故をうけ、以降前面を警戒色の黄色に塗装している。ただし後年この警戒色が剥がされた復刻塗装車も登場している。近年になり、中間の付随車が外され2両編成に変更され、中間付随車は廃車後35DR2752ただ1両が保留車として台東機務分段に疎開留置されている他は全て解体されている。またDR2719、2712は電気補修車CMB29、30に改造され、DR2702、2704は2004年6月に(p25)、2708、2713は2002年8月に廃車されている(p25)。
2014年7月15日をもって営業運転を終了した。最終運転は8連の長編成で、かつての「光華号」のヘッドマークを掲げ、初代運転士や当時の女性服務員なども来場するなど、それまでの活躍が讃えられた。なお、一部車両の動態保存が予定されている。これには比較的状態のよい4両が選ばれ、『台湾鉄道の旅完璧ガイド』によると当面の間イベント用に残されるという。
2015年11月にも中華民国鉄道文化協会設立20周年を祝う記念列車が、翌2016年10月には当列車の50周年を記念した特別列車が運行された。
2020年まで動態保存が行われており、鉄道愛好団体などが貸切運転などを行っていたが、2020年に定期点検を行ったところ、フレームの腐食が深刻で、エンジンが走行中に落ちる危険性があるため、2020年中頃に台湾鉄路管理局は、当車両の動態保存の取り止めを決定し、2019年の運転が最後となった。

## 性能諸元
DR 2700
- 1966年東急車輛製

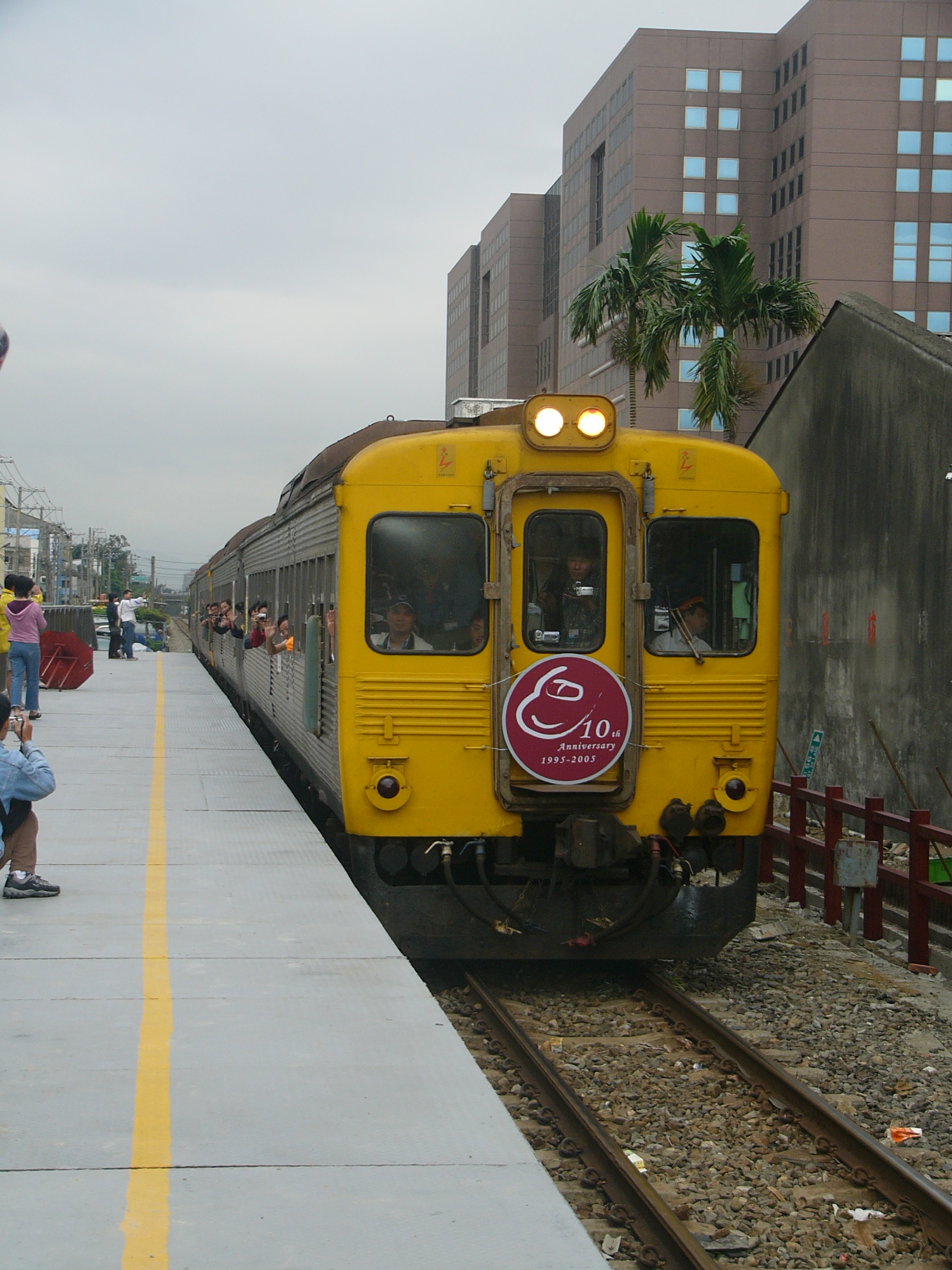
前面警戒色追加後のDR2700型

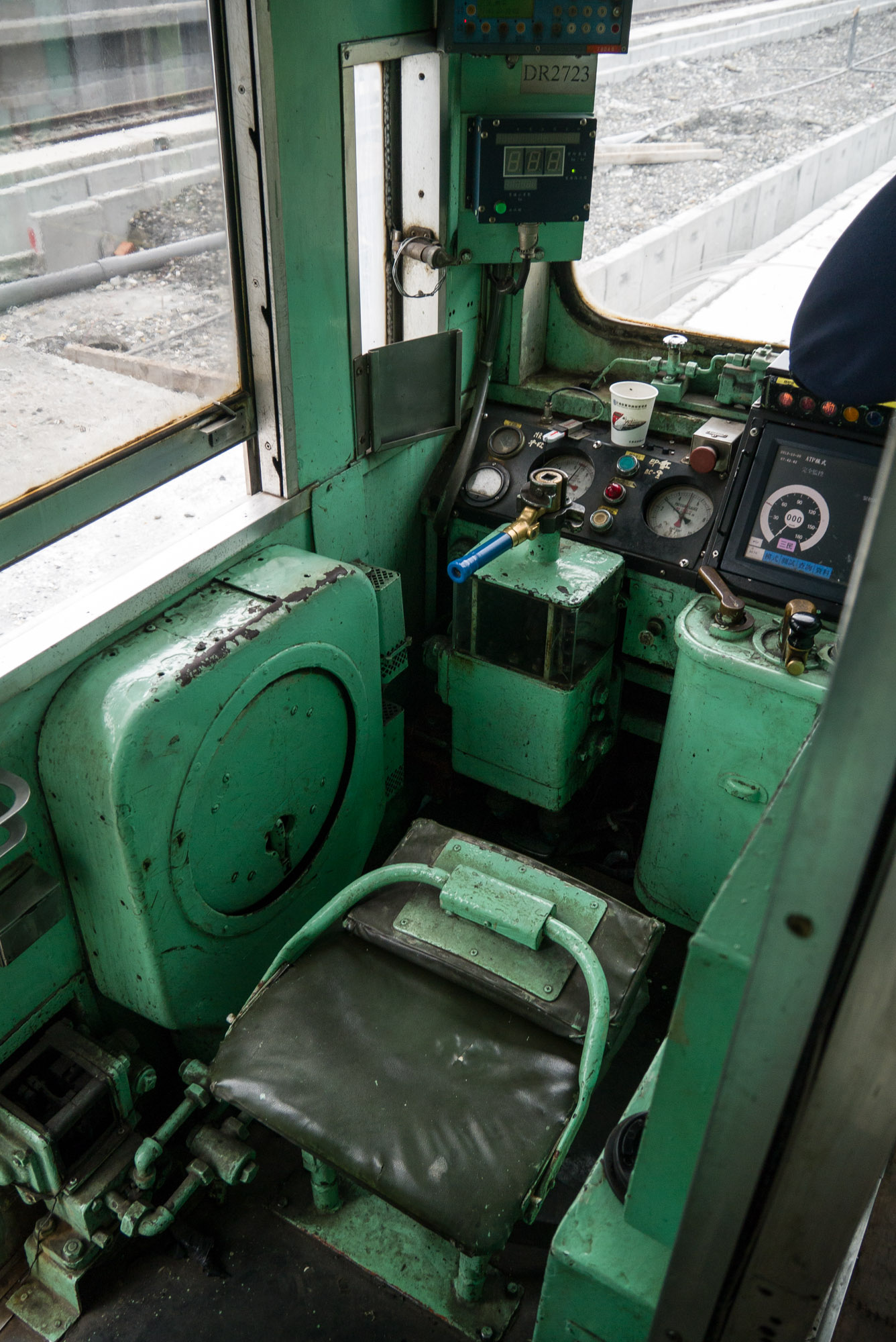
DR2700型の運転台

- 発動機: カミンズ NHHRTO-6-B1 335HP/2100RPM[1](p18)（一部はDR2800型の310HPエンジン（NT855-R4）に換装[1](p18)）
- 変速機：新潟鐵工所 DBSFG-100
- 逆転機 RG-18
- 逆転減速比：3.07
- ブレーキ：SMEE 電磁空気式以及び手ブレーキ
- 燃料タンク：500L
- 台車：TS-122[1](p18)
- 自重：34t
- 車両長：20,274 mm[1](p18)
- 車体幅：2,885 mm[1](p18)
- 車高：3,975 mm[1](p18)
- 最高速度 : 110km/h[1](p18)
- 座席：60[1](p18)
- 客用扉：折戸式片側1扉
- 両数：25両[1](p18)

DR 2750
- 1966年東急車輛製
- 台車：TS-122[1](p18)
- 自重：26.0t
- 車両長：20,274 mm[1](p18)
- 車体幅：2,885 mm[1](p18)
- 車高：3,975 mm[1](p18)
- 座席：64[1](p18)
- 最高速度110km/h
- 両数：6両[1](p18)

## 参考資料
- 臺灣鐵道火車百科 - 蘇昭旭著 ISBN 957-98015-8-4
- 許乃懿、「走過台灣三十年」；鐵道情報91/92期、頁1-35、1996年9月/10月
- 台湾鉄道パーフェクト　懐かしくも新鮮な、麗しの台湾鉄道　交通新聞社トラベルMOOK　2014年5月2日　ISBN 978-4-330-44914-2
- 台湾鉄道の旅完璧ガイド ベストルートで台湾の魅力をたっぷり堪能！　イカロス出版　2014年8月10日　ISBN 978-4-86320-885-8